# Find Me Guilty
Find Me Guilty (en Hispanoamérica, Culpable en la mafia; en España Declaradme culpable) es una película del 2006 de trama judicial basada en hechos reales, dirigida por Sidney Lumet y con actuación de Vin Diesel. Basada en un juicio real de los años 80, muchos de los testimonios de la película se basan en transcripciones reales.

## Argumento
El mafioso Giacomo "Jackie" DiNorscio (interpretado por Vin Diesel) se enfrenta a una serie de cargos judiciales y a una pena de cárcel de 30 años. Ante el asombro del juez y el jurado, decide prescindir de un abogado y se representa a sí mismo a lo largo del juicio.